# Komunitní rady Brooklynu
Komunitní rady Brooklynu (Brooklyn Community Boards) jsou místní komunitní jednotky v Brooklynu v New Yorku, které hrají roli v samosprávě města New York. V Brooklynu existuje 18 komunitních rad. Nemají žádná administrativní práva, ale mohou prezentovat požadavky podle potřeb komunity městské samosprávě. Neexistuje žádná záruka, že požadavky budou schváleny, nejzávažnější problémy jsou ovšem samosprávou řešeny v maximální možné míře. Každá rada se skládá z menších oblastí nebo částí.